# Джерджеи
Джерджеи (итал. Gergei) — коммуна в Италии, располагается в регионе Сардиния, в провинции Кальяри.
Население составляет 1457 человек (2008 г.), плотность населения составляет 40 чел./км². Занимает площадь 36 км². Почтовый индекс — 8030. Телефонный код — 0782.
Покровителем коммуны почитается святой Вит, празднование 15 июня.

## Демография
Динамика населения:

## Администрация коммуны
- Официальный сайт: